# Giovanni Zantedeschi
Giovanni Zantedeschi (Molina, Fumane, 1773. május 3. – Bovegno, 1846. május 16.) olasz orvos és a 19. század jelentős botanikusa. Botanikai szakmunkákban nevének rövidítése: „Zantedeschi”.

## Élete
Tanulmányait Veronában és Paduában folytatta, ahol kitüntetéssel diplomázott orvostanból és sebészetből. Iskoláit Veronában fejezte be, majd a szakmájában helyezkedett el, előbb egy ideig a bresciai tartományban található Tremosine településen tevékenykedett, majd Bovegnóba költözött át, ahol 1846-ban bekövetkezett haláláig dolgozott.
Szenvedélyes botanikus lévén tíz könyvet is megjelentetett a bresciai tartomány növényvilágáról. Ez egyben tisztelgés is volt barátja, Ciro Pollini professzor (1782–1833) előtt, aki veronai botanikus és a Flora Veronensis ("Verona növényvilága") című nagyszabású munka szerzője volt. Buzgó tudományos levelezést folytatott Kurt Sprengel (1766–1833) német botanikussal is, aki róla nevezte el a Zantedeschia (magyarul kalla vagy kála) növénynemzetséget.
Négy olyan növényváltozat ismert, amelyet Zantedeschi fedezett fel és írt le a tudomány számára első alkalommal. Az általa leírt fajoknál a szerzőséget a Zanted. rövidítéssel jelölik.
Szülővárosa, Molina róla nevezte el a helyi botanikai múzeumot (Museo Botanico della Lessinia di Molina). A gyűjteményben a régió több mint 300 növényfaját őrzik, köztük több orchideafajt is.

## Fordítás
- Ez a szócikk részben vagy egészben  a   Giovanni Zantedeschi című angol Wikipédia-szócikk fordításán alapul.  Az eredeti cikk szerkesztőit annak laptörténete sorolja fel. Ez a jelzés csupán a megfogalmazás eredetét és a szerzői jogokat jelzi, nem szolgál a cikkben szereplő információk forrásmegjelöléseként.